# Kerk van Hjerpsted
De Kerk van Hjerpsted (Deens: Hjerpsted Kirke) ligt vlak bij de Waddenzee ten westen van het dorp Hjerpsted, circa acht kilometer ten noorden van Højer, in de gemeente Tønder. Oorspronkelijk stond de kerk centraal in de parochie en moet de westelijke grens van de parochie zijn gevormd door de voormalige hallig Jordsand, ongeveer 8 kilometer van de kust. Ooit was Jordsand ook bewoond, maar de zee heeft het volledig laten verdwijnen.

## Geschiedenis
Het vroeg-romaanse kerkschip en koor stammen uit circa 1200. Tezelfdertijd werd ook een apsis gebouwd, maar die werd in 1715 afgebroken om plaats te maken voor een verlenging van het koor naar het oosten toe. Het muurwerk van de kerk bestaat uit granieten blokken, maar in het oostelijke deel van het koor bestaat de bouw ook uit baksteen.
De toren is laat-gotisch en werd met uitzondering van de basis van baksteen gebouwd. Aan de oostelijke gevel bleven de blindnissen bewaard, die van de westelijke torengevel zijn door een recentere ommuring verdwenen. In de toren hangt een klok uit het jaar 1775 en werd in Flensburg gegoten.
Het noordelijk voorportaal werd in 1709 toegevoegd. Er was vroeger ook een sacristie, maar die is op een zeker moment afgebroken. De dakconstructie stamt uit dezelfde periode als de bouw en heeft overal een loden dakbedekking.

## Interieur
Het gehele kerkgebouw wordt overspannen door een balkenplafond met de originele romaanse balken. Tijdens de restauratie van 1931 werden fresco's uit ca. 1400 ontdekt, maar weer opnieuw bedekt.
Tussen het kerkschip en het koor is een grote koorboog, waarboven een laat-gotisch kruisbeeld uit 1450 hangt.
Het van kloostermoppen gemetselde altaar is romaans en heeft een omkleding met beelden van de deugden -Geloof, Hoop en Liefde-  uit 1622. Het altaarstuk werd in 1938-1939 door de bakker en houtsnijder Peder.L. Brodersen uit Hjerpsted vervaardigd en aan de kerk geschonken. Het is van ongeverfd eiken en toont Jezus met Martha en Maria geflankeerd door de figuren van Mozes en Johannes de Doper. Boven de balk bevindt zich een voorstelling van de kruisiging. Van een voormalig gotisch altaarstuk bleven de kast bewaard en twee vleugels met schilderijen uit het midden van de 19e eeuw.
Het doopvont is romaans en stamt uit ca. 1200. Het is versierd met arcades en vier hoofden op de hoeken. De messing doopschaal werd rond 1650 in Nederland gemaakt. Boven het doopvont hangt een zeshoekige lantaarn uit 1747 met de tekst: Gaat dan heen, onderwijst alle volken, en doopt hen tot de naam van de Vader en de Zoon en de Heilige Geest (Mattheus 28:19).
Ook de renaissance preekstoel uit 1580 is versierd met reliëfs van de deugden. Het klankbord dateert uit 1620. De kerkbanken zijn van recentere datum, maar hebben wangen uit 1775 en deuren uit 1580.
Op de westelijke galerij staat het kerkorgel. De galerij werd vernieuwd in 1931 en is versierd met tien schilderijen. Het orgel is uit 1945 en heeft eerder in een andere kerk gestaan.
In het koor hangt een groot renaissance epitaaf van Tyge Thomsen uit 1683 met een schilderij van de voetwassing en veel gedetailleerd houtsnijwerk. Daarnaast hangt in de kerk nog een gedenktafel voor de gevallenen in de Eerste Wereldoorlog. Deze gedenktafel werd door Peder L. Brodersen gemaakt.
Voorts bezit de kerk nog een biechtstoel uit 1715. 